# Аманда (кінопремія)
«Ама́нда» (норв. Amandaprisen, англ. Amanda Award) — норвезька кінопремія, церемонія вручення якої проводиться щорічно в серпні в рамках Норвезького міжнародного кінофестивалю в місті Гаугесунн. Нагорода була заснована 1985 року у співпраці з Норвезьким інститутом кінематографії, і з 2005 року є виключно кінопремією (без телепроєктів). Премія була заснована з метою підвищення якості та подальшого інтересу до норвезьких фільмів, виготовлених для кінопрокату, а також короткометражних фільмів, призначених для публічного показу.

## Історія і опис
Перше нагородження премією відбулося в 1985 році на Норвезькому міжнародному кінофестивалу. 1993 рік був виняток з норми, коли так звана «Нордична Аманда» (Nordic Amanda) включала кінематографічний внесок усіх країн Північної Європи, а не лише Норвегії. До 2005 року на нагороду у своїх категоріях претендували також телевізійні проєкти. Церемонія нагородження спочатку висвітлювалася державною телерадіокорпорацією Norsk Rikskringkasting (NRK), а з 2006 року права на трансляцію перейшли до приватної комерційної телекомпанії TV 2.
У 2007 році була вперше присуджена «Народна Аманда» (норв. Folkets Amanda), переможець якої визначається за результатами глядацького голосування. Першим лауреатом нагороди став фільм жахів «Здобич» режисера Роара Утхауга.

## Статуетка
Нагородою є бронзова статуетка та диплом. Фігурка «Аманди», яка отримала назву від імені Аманди — легендарної уродженки Гаугесунна, була виготовлена норвезьким скульптором Крістіаном Квакландом, а статуетка «Золоті аплодисменти» — Нільсом Аасом.

## Шоу
Церемонія нагородження давно стала центральною точкою кінофестивалю, а також головною телевізійною подією для всієї Норвегії. Особливо в попередні роки для підвищення престижу події іноді залучали міжнародних зірок. Прикладами цього є Роджер Мур, який був спеціальним гостем на першій церемонії в 1985 році, і Даяна Росс у 1987 році, яка тоді була одружена з норвезьким підприємцем Арне Нессом-молодшим. Інші міжнародні імена, які виступають у шоу як ведучі, включають Неда Бітті, Лорен Беколл, Джона Войта, Браяна Кокса, Джеремі Айронса, Бена Кінгслі та Пірса Броснана.
В останні роки шоу ведуть відомі норвезькі коміки. Йон Алмаас, відомий з телешоу «Nytt på nytt», кілька років був ведучим на початку 2000-х. Томас Гіртсен, знаний як стендап-комік і учасник кількох телевізійних шоу, останніми роками був ведучим шоу. У 2005 році медіа привернув увагу епізоду, коли ведуча Маріт Ослейн і міністр культури та церковних справ від Християнсько-консервативної партії KrF Вальгерд Сварстад Гаугланд поцілувалися на сцені як частина жартівливої програми.

## Нагороди та переможці

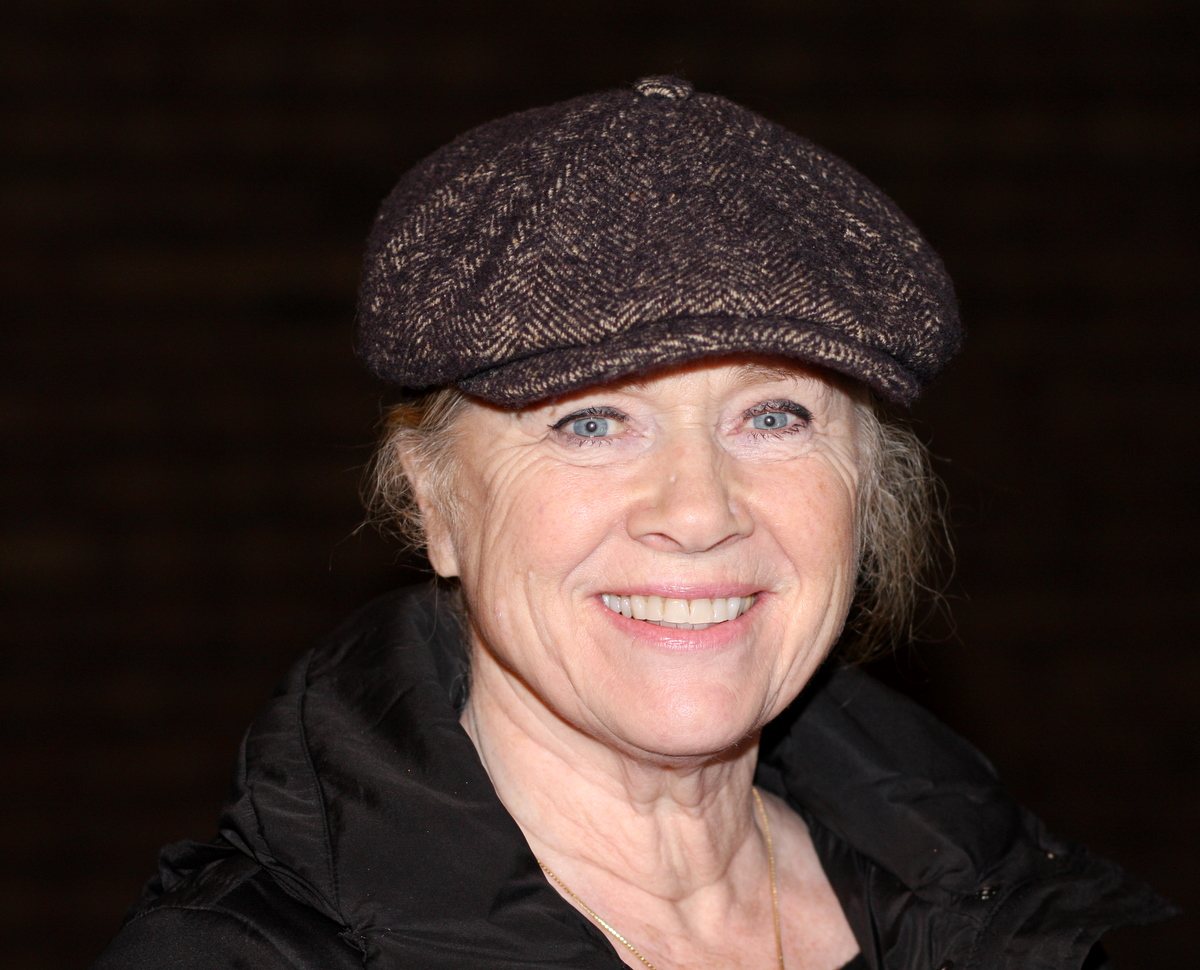
Акторка Лів Ульман — почесний президент Норвезького міжнародного кінофестивалю, а також лауреатка Почесної «Аманди» 1992.

Першим переможцем у номінації «Найкращий норвезький фільм» стала стрічка режисера Ули Солум «Пояс Оріона». По два рази почесного призу відзначалися роботи режисерів Нільса Гаупа (1988, 1994) та Бента Гамера (1995, 2003). Серед акторів найчастіше за інших премію отримував Бйорн Сундквіст, який визнавався найкращим актором тричі (1987, 1996, 2000).

### Категорії
Премію «Аманда» присуджують у таких категоріях:
- Найкращий норвезький фільм (кінотеатральний реліз) / Beste norske kinofilm
- Найкращий режисер (для фільмів, демонстрованих у кінотеатрах) / Beste regi (kinofilm)
- Найкращий актор у головній ролі / Beste mannlige skuespiller
- Найкраща акторка у головній ролі / Beste kvinnelige skuespiller
- Найкраща чоловіча роль другого плану / Beste mannlige birolle
- Найкраща жіноча роль другого плану / Beste kvinnelige birolle
- Найкращий дитячий фільм / Beste barnefilm
- Найкращий сценарій / Beste filmmanus
- Найкраща операторська робота / Beste foto
- Найкраще звукове оформлення / Beste lyddesign
- Найкраща музика / Beste musikk
- Найкращий монтаж / Beste klipp
- Найкраще художнє оформлення / Beste scenografi
- Найкращі візуальні ефекти / Beste visuelle effekter
- Найкращий короткометражний фільм / Beste kortfilm
- Найкращий документальний фільм / Beste dokumentarfilm
- Найкращий іноземний фільм / Beste utenlandske kinofilm
- Премія «Золоті аплодисменти» комітету «Аманда» / Amandakomiteens Gullklapper
- Почесна премія комітету «Аманда» / Amandakomiteens Ærespris
- Народна «Аманда» (визначає аудиторія шляхом глядацького голосування)" / Folkets Amanda